# Конгур (деревня)
Конгур — деревня в Вилегодском муниципальном округе Архангельской области.

## География
Находится в юго-восточной части Архангельской области, при автодороге А123, на расстоянии приблизительно 3 км на запад по прямой от административного центра района села Ильинско-Подомское.

## История
Была отмечена уже только в 1939 году в составе Ильинского сельсовета. До 2020 года входила в состав Ильинского сельского поселения до его упразднения.

## Население
Численность населения: 18 человек (русские 94 %) в 2002 году, 9 в 2010.